# Ирена Диплосинадена

Ирена Диплосинадина (грч. Ειρήνη Διπλοσυναδηνή) је била византијска севастократориса, друга жена севастократора Исака Комнина, који је био старији брат цара Манојла I Комнина.
Још увек нема тачних података о Ирининим родитељима. Познато је да она води порекло са две стране аристократске породице Синадин, која се помиње по презимену Диплосинадина (од Дипло - "двострука" и Синадина). Године 1146. Ирина се удала за севастократора Исака Комнина.
Исак Комнин је био трећи син цара Јована II Комнина и угарске принцезе Пирошке Арпад и био је старији брат цара Манојла I Комнина. Иако је био старији брат цара Манојла I, Иринин муж није заузео византијски престо на захтев цара Јована II Комнина, који је пре смрти именовао свог млађег сина Манојла за наследника и лишио престола Исака. Уместо царске титуле, Исак је почаствован титулом севастократор. Тако је, уместо титуле царице, стицајем околности, после удаје за Исака Комнина, Ирина Диплосинадина постала севастократориса.
Пре венчања са Ирином Диплосинадином, Исак Комнин је већ имао један претходни брак са Теодором, са којом је имао петоро деце. Ирина Диплосинадина родила је Севастократору још две ћерке:
- Теодора Комнина, удата за јерусалимског краља Балдуина III[2]
- Евдокија Комнина, удата за Вилијама VIII од Монпељеа.[2]

Цар Манојло I Комнин је користио кћери свог брата за управљање спољним пословима земље, удавши многе од њих за стране владаре. Тако је најстарија ћерка Ирене Диплосинадине, Теодора Комнина, била удата за јерусалимског краља Балдуина III, а млађа Евдокија је у почетку била верена за краља Алфонса II од Арагона, али је касније била удата за Вилијама VIII од Монпељеа. Једна од Исакових удатих ћерки, Марија Комнина, била је удата за угарског краља Стефана IV.